# Бабілоніенбрук
Бабілоніенбрук (нід. Babyloniënbroek) — село в нідерландській провінції Північний Брабант. Входить до муніципалітету Алтена.
Його площа становить 8,70 км², а населення станом на 2021 рік складало 425 осіб.
Перша згадка про населений пункт датується 1131 роком.

## Галерея

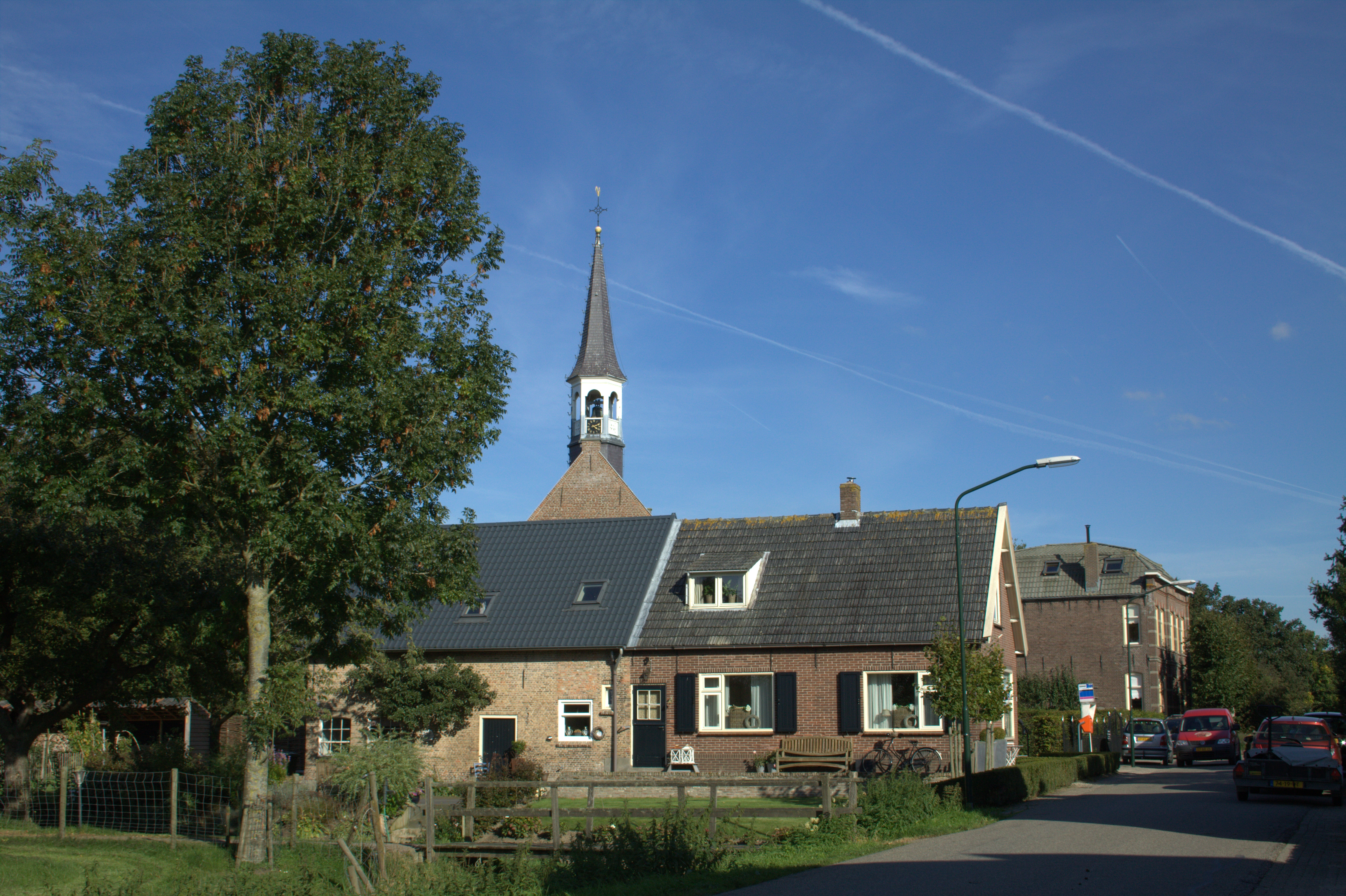
Стльська пвнорама
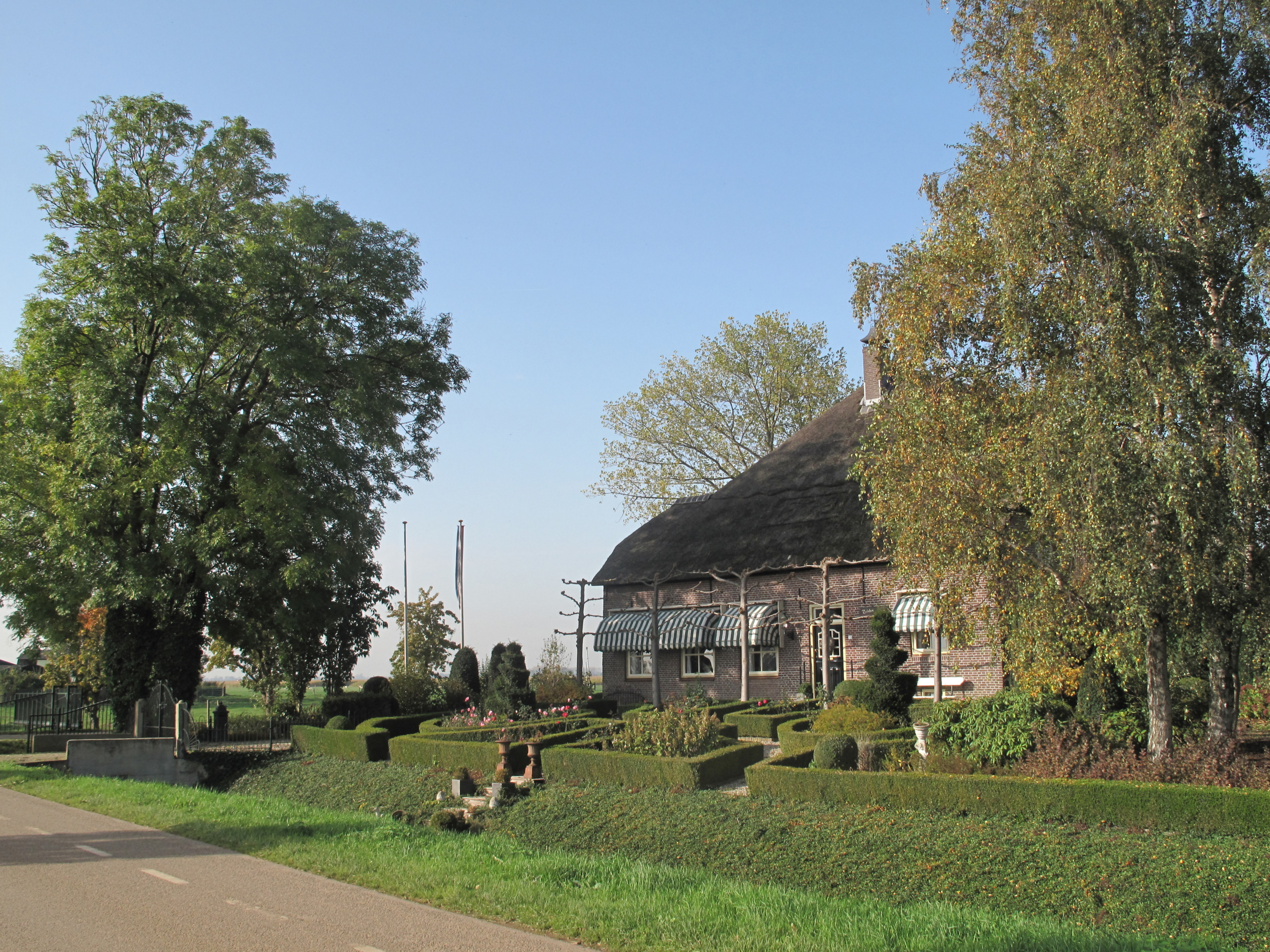
Ферма у селі
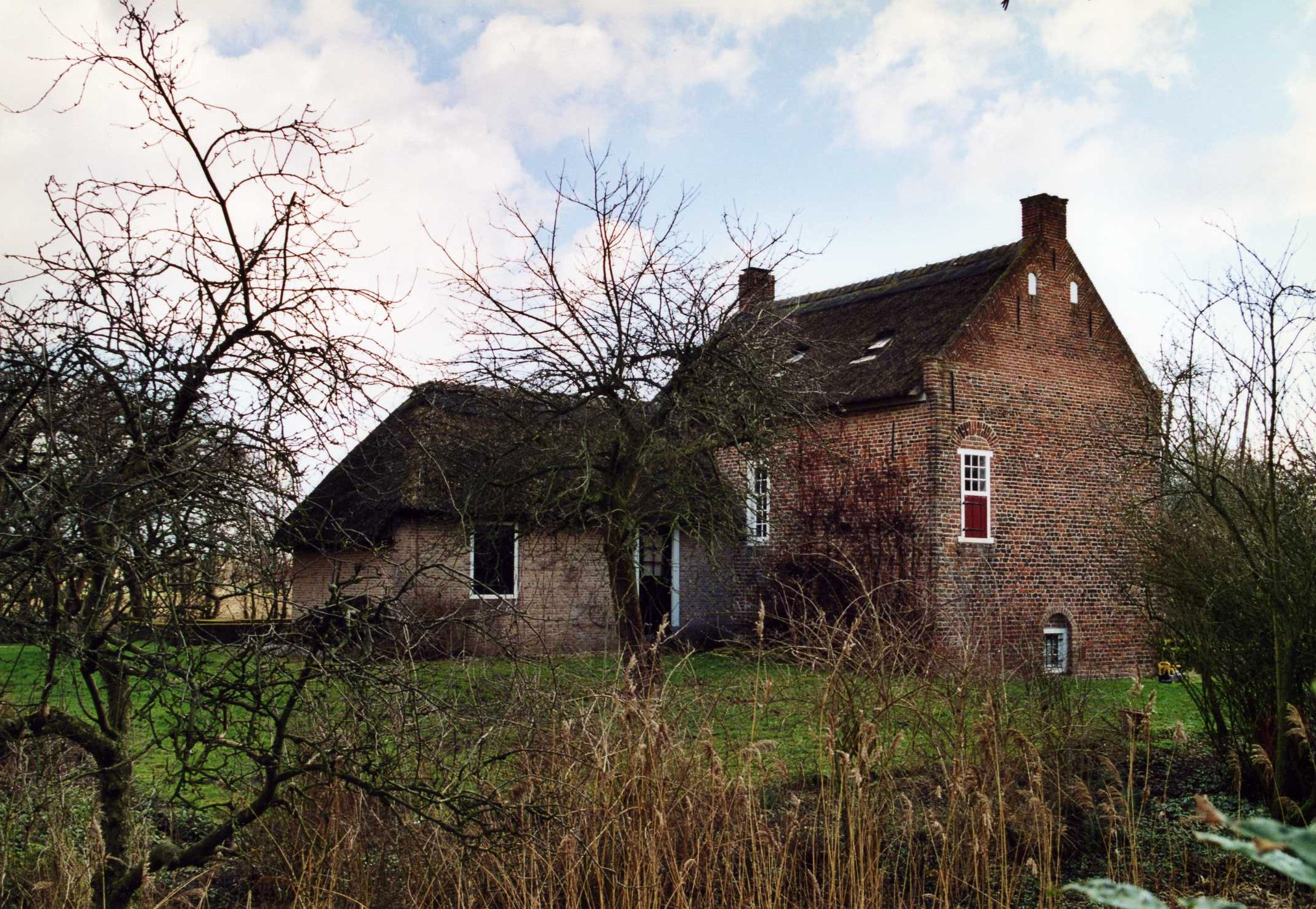
Ферма у селі
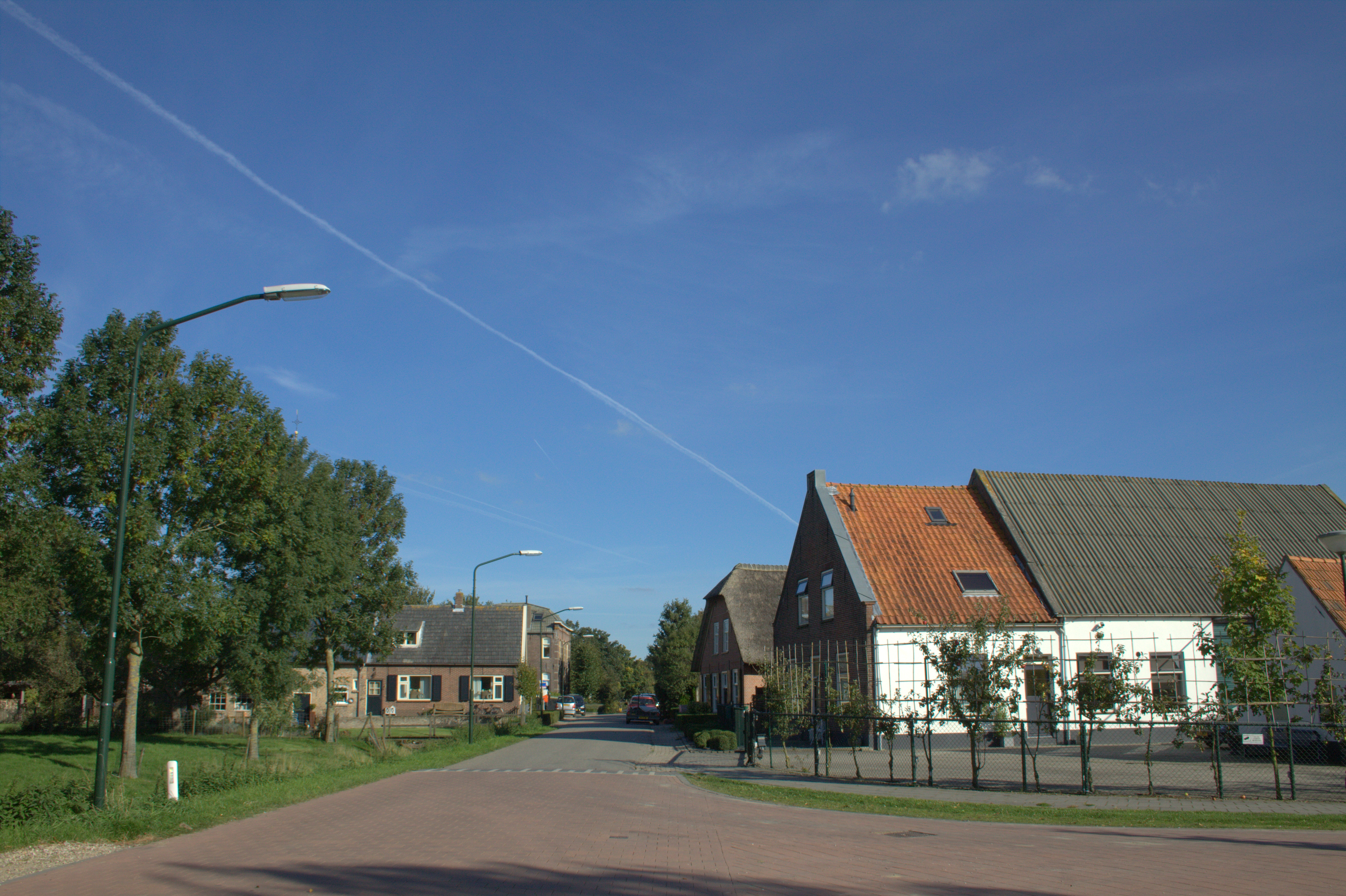
Вулиця Бабілоніенбрука